# Código de vestimenta
O código de vestimenta, também chamado muitas vezes de dress code, é um compêndio das regras sobre o que as pessoas devem ou não vestir em cada ocasião. Muitas vezes essas regras são óbvias, não precisando ser escritas - roupas para caminhar pelas ruas são diferentes das usadas para ir a um casamento, por exemplo.
Em ocasiões importantes o código de vestimenta é enviado por escrito, o que aconteceu, por exemplo, no evento de coroação de Charles III bem como no casamento do Príncipe Herdeiro Hussein da Jordânia. Alguns lugares privados também podem ter um código de vestimenta específico que as pessoas precisam seguir, como templos religiosos e o Taj Mahal, onde usar calçados ao visitar o mausoléu e usar roupas curtas e muito decotadas está proibido.

## Aspectos culturais e religiosos

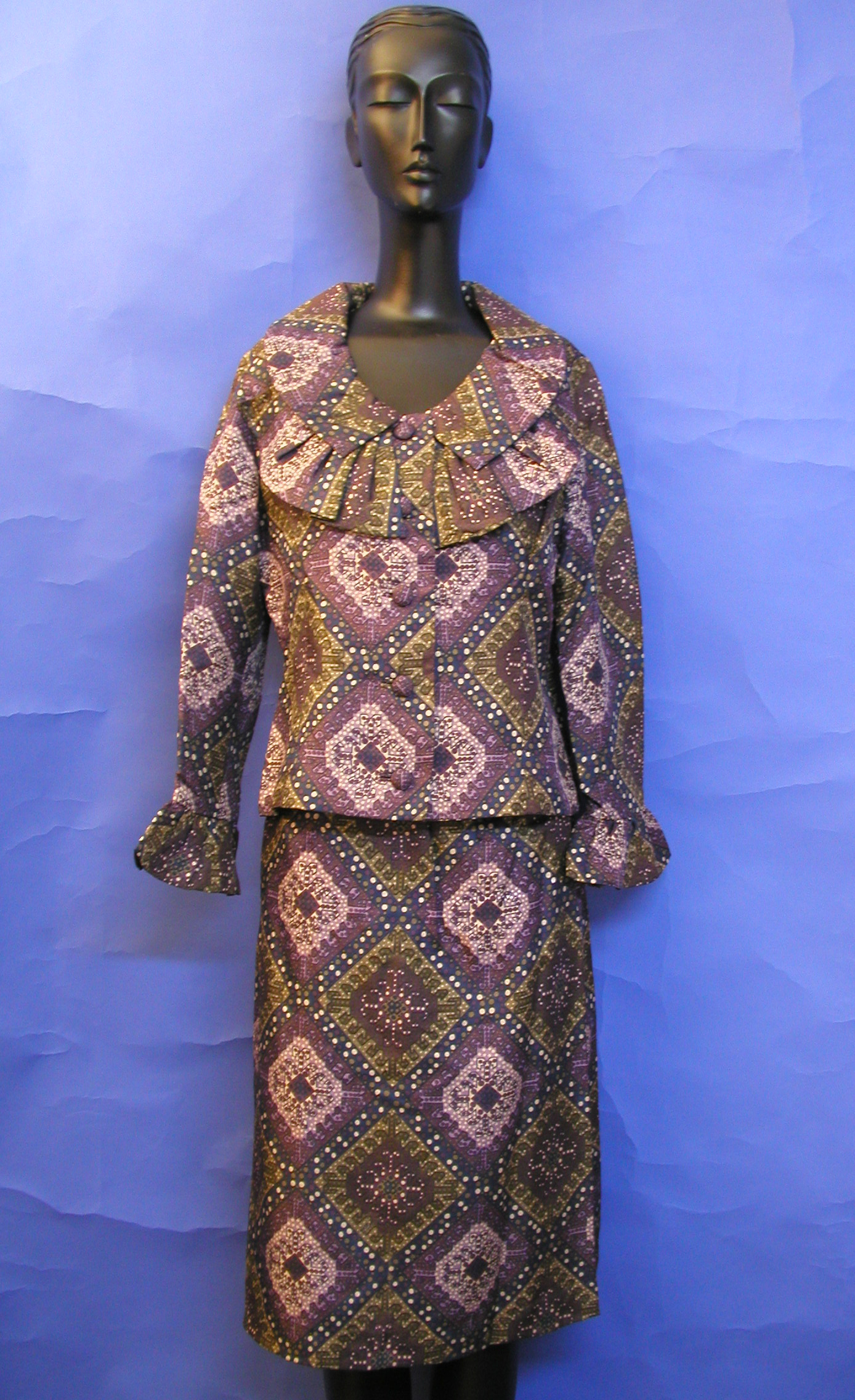
Um conjunto (terno, tailleur) com influências da Indonésia: as roupas de cada código podem mudar dependendo do país

O código pode mudar dependendo de diferentes culturas. No ocidente os códigos de vestimenta comuns variam de informais, semiformais, formais até os trajes de gala.
No oriente o código de vestimento varia menos, sendo as roupas típicas e tradicionais usadas em quase todos os tipos de eventos. Durante a coroação de Charles III o rei e a rainha do Butão, por exemplo, usaram trajes tradicionais - ele um gho e ela uma kira - do mesmo tipo que usam em eventos que atendem em seu país no dia a dia. O exemplo também foi seguido pela Rainha da Malásia, que inclusive usou o hijabe, e por outras realezas árabes, que usaram túnicas e turbantes.
A ex-princesa consorte Salma do Marrocos também era conhecida por usar cafetãs tradicionais nos eventos formais e de gala aos quais comparecia no exterior, como em casamentos das realezas europeias, apesar de não usar o véu para cobrir a cabeça.

No caso dos muçulmanos, o código de vestimenta tem por base costumes religiosos - em muitos países as mulheres devem cobrir a cabeça, exemplo que seguem também no exterior, como no caso da Rainha da Malásia, citado acima.

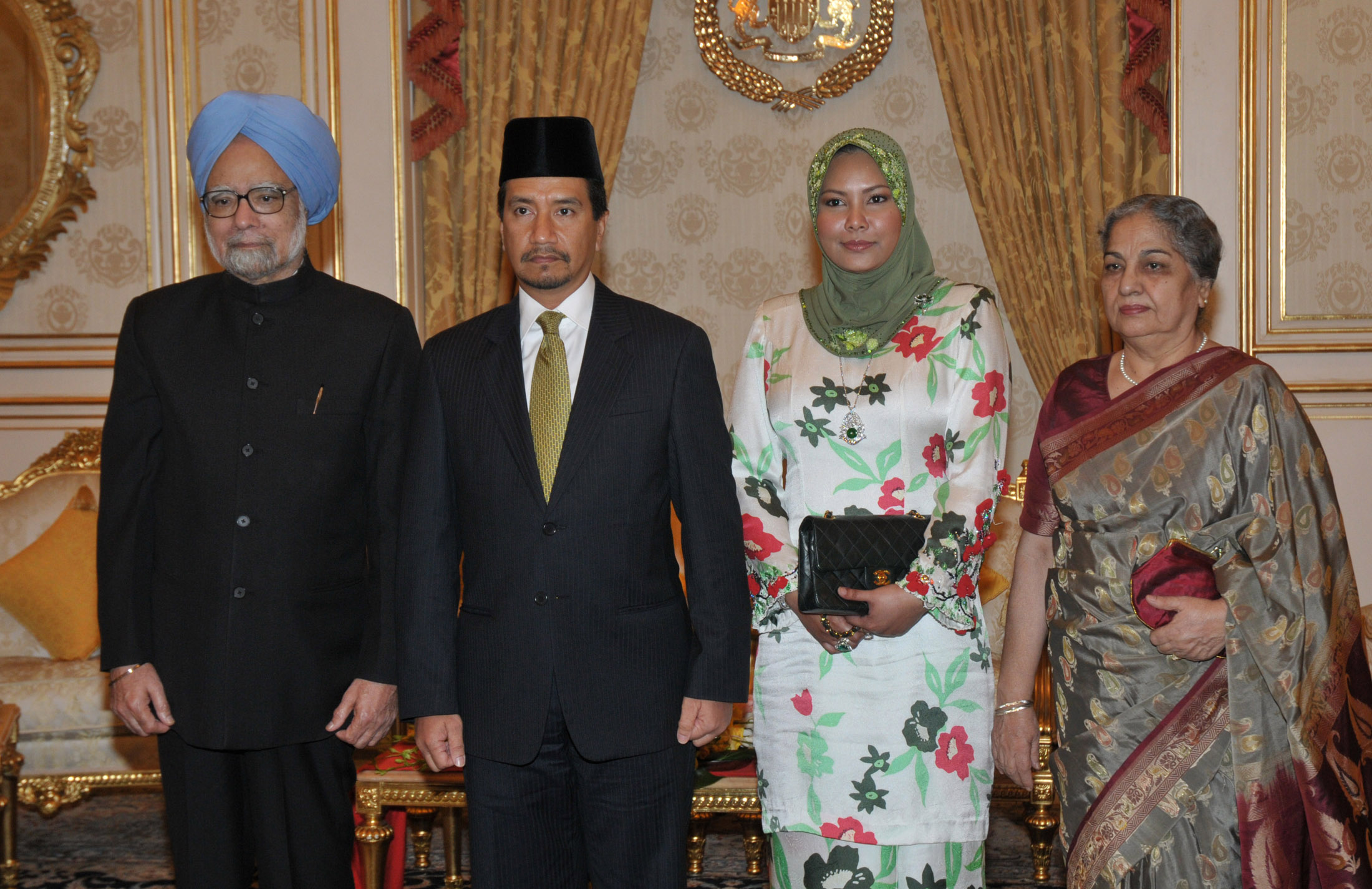
Autoridades indianas e malaias usam vestes tradicionais durante um evento formal
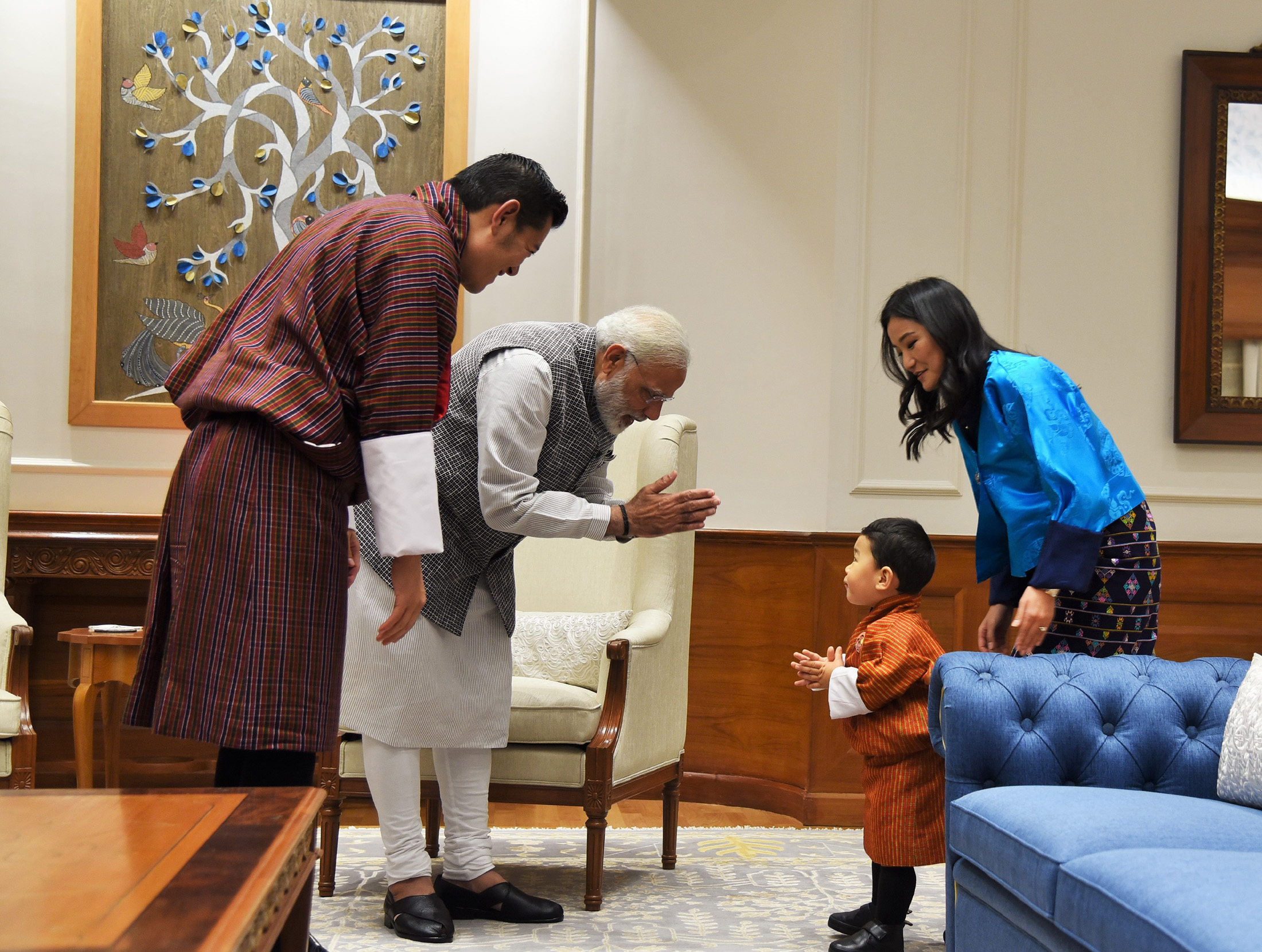
Os reis do Butão, com o filho pequeno, são recebidos pelo primeiro-ministro da Índia: todos vestem trajes típicos dentro de um dress code considerado formal

## Códigos ocidentais

### Traje informal
É o tipo de vestimenta também chamada de Traje Esporte, Casual ou Esporte Casual - lembrando que o termo esporte neste caso não tem a ver com a roupa usada para a prática de esportes. São roupas que permitem mais liberdade, usadas no dia a dia, para passear no shopping, durante festas como aniversários e o churrasco da emprensa, por exemplo. Calças jeans, camisetas e tênis são permitidos nestas ocasiões. Mulheres podem usar bermudas, shorts, saia e blusa, calças, vestidos simples e como acessórios bolsas grandes ou pequenas e bijuterias ou joias simples, além de sapatos de salto baixo ou médio grosso, rasteirinhas e sapatilhas. Homens podem usar calça jeans, de sarja e outros tecidos, blusões, jaquetas, camisetas, camisas mas despojadas, tênis, sapatênis, mocassim e sandálias.

### Traje semiformal
Também chamado de Traje Passeio, Tenue de Ville, Esporte Fino ou Alto Esporte, exige o uso de roupas mais sociais, como saias, blusas, vestidos, calças e casacos bem cortados, paletós de cores diversas e sapatos elegantes. É o tipo de roupa usada em "coquetéis, eventos culturais, inaugurações ou para trabalhar" que exige '"tecidos como linho, seda, crepe, viscose, musseline e organza", explica a GZH.

### Traje formal

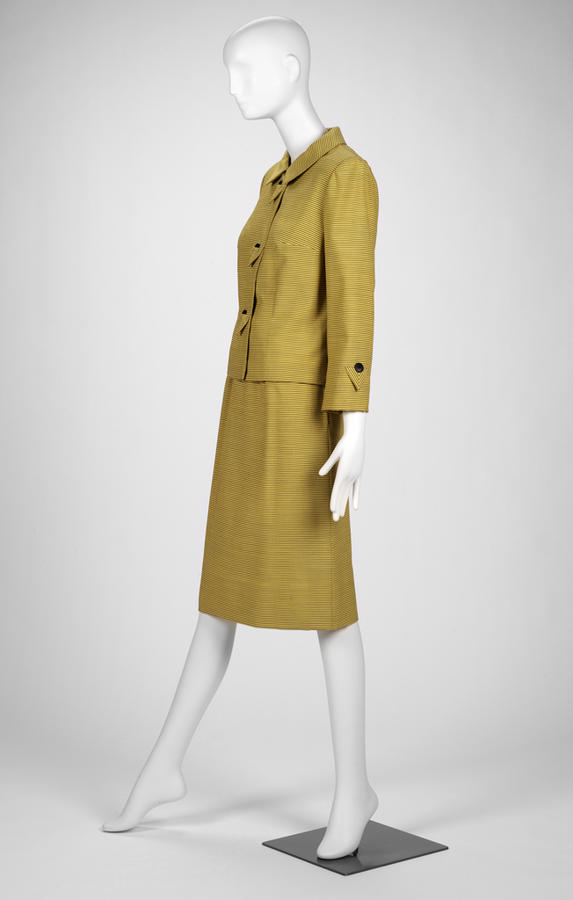
O tailleur é um traje que varia do semiformal ao formal e que pode ser usado em diversos locais, desde cerimônias fúnebres a reuniões de trabalho

Também conhecido como Traje Passeio Completo, Traje Social ou Traje Escuro, exige o uso de roupas e acessórios mais elegantes e elaborados. "Usado em casamentos, formaturas, premiações e jantares especiais, recomenda-se uso de tecidos mais nobres como cetim, crepe, seda e veludo", explica a GZH.  Mulheres podem usar vestidos longos ou curtos e tailleurs, com decotes e brilhos moderados e, no frio, echarpes e xales. Saltos médios ou altos, joias ou bijuterias finas, além de bolsas pequenas são parte desse código de vestir; cabelo e maquiagem devem ser feitos com mais cuidado. Já os homens devem usar terno escuro (preto, azul marinho e grafite, por exemplo), camisa lisa clássica branca ou em outros tons claros, gravata discreta e sapato social.
Este foi, precisamente, o código de vestimenta pedido durante os eventos de coroação de Charles III em maio de 2023, bem como é o código usado no Royal Enclosure nas tradicionais corridas de cavalo de Ascot.

#### Chapéus

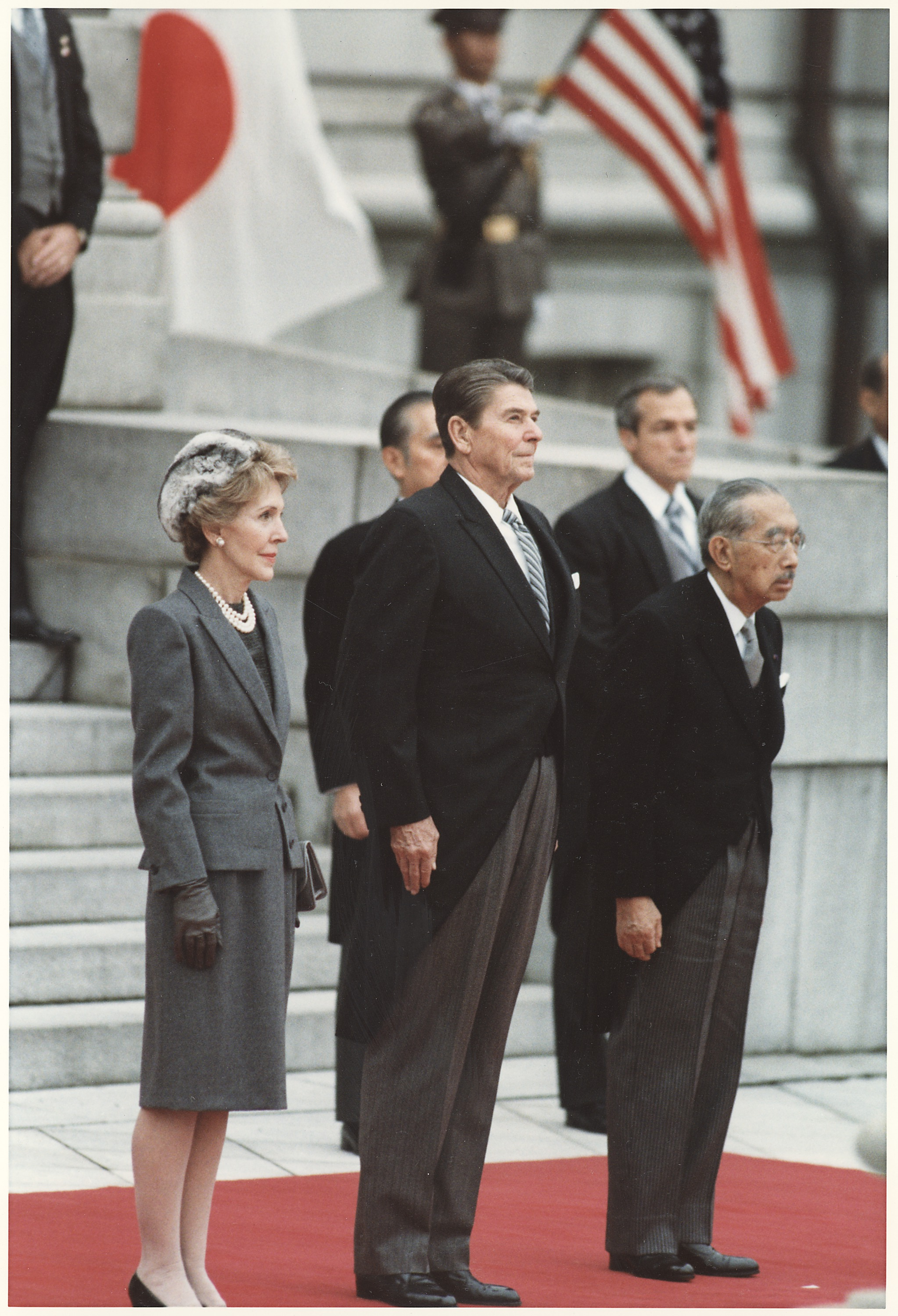
O Presidente norte-americano Ronald Reagan e o Imperador Hirohito usaram fraques num evento nos anos 1980, enquanto Nancy Reagan usou um tailleur: exemplos de trajes formais diurnos

Em muitos países europeus os trajes semiformal e formal pedem o uso de chapéus, tanto para mulheres - em ambientes internos como externos - como para homens - em ambientes externos. Foi o que aconteceu nos eventos de coroação de Charles III em maio de 2023, bem como acontece nas tradicionais corridas de cavalo de Ascot.

#### Fraque
A exemplo dos chapéus, os fraques são largamente usados em alguns países. São usados geralmente em eventos diurnos, mas existem também modelos usados para compor o traje white tie (ver abaixo). Podem ou não ser acompanhados de cartola.

### Traje de gala oublack-tie
O traje de gala ou black tie (gravata preta) é, popularmente, o mais elaborado entre todos. É para "festas com muito glamour, dignas de tapete vermelho e champanhe francês", explica a GZH. Homens devem vestir smoking, com camisas brancas e sapatos muito bem cuidados e lustrados. Mulheres devem usar vestidos longos, feitos com tecidos nobres como seda, cetim, renda, musselines, organzas, crepe, tafetá, brocado, shantung, entre outros, que podem ser enfeitados com brilhos e bordados. Joias e bijuterias vistosas e maquiagem e cabelos bem elaborados são necessários, além de sapatos de salto alto.

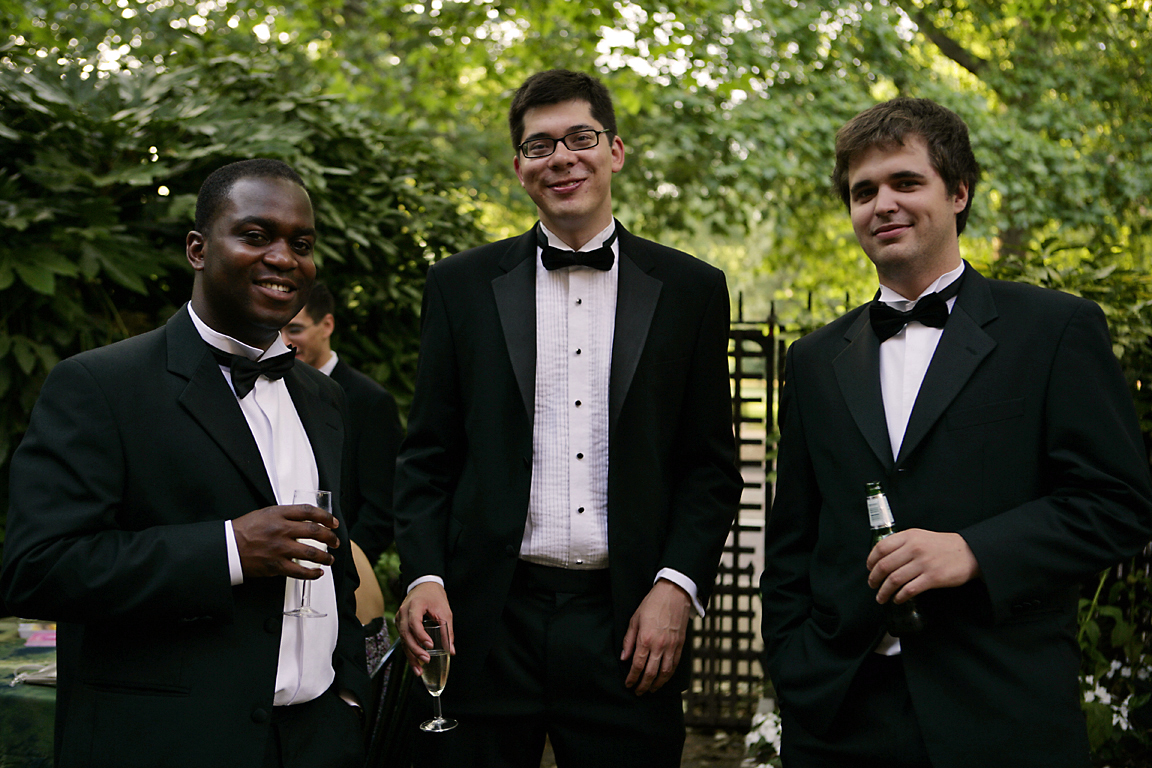
Homens vestindo smoking
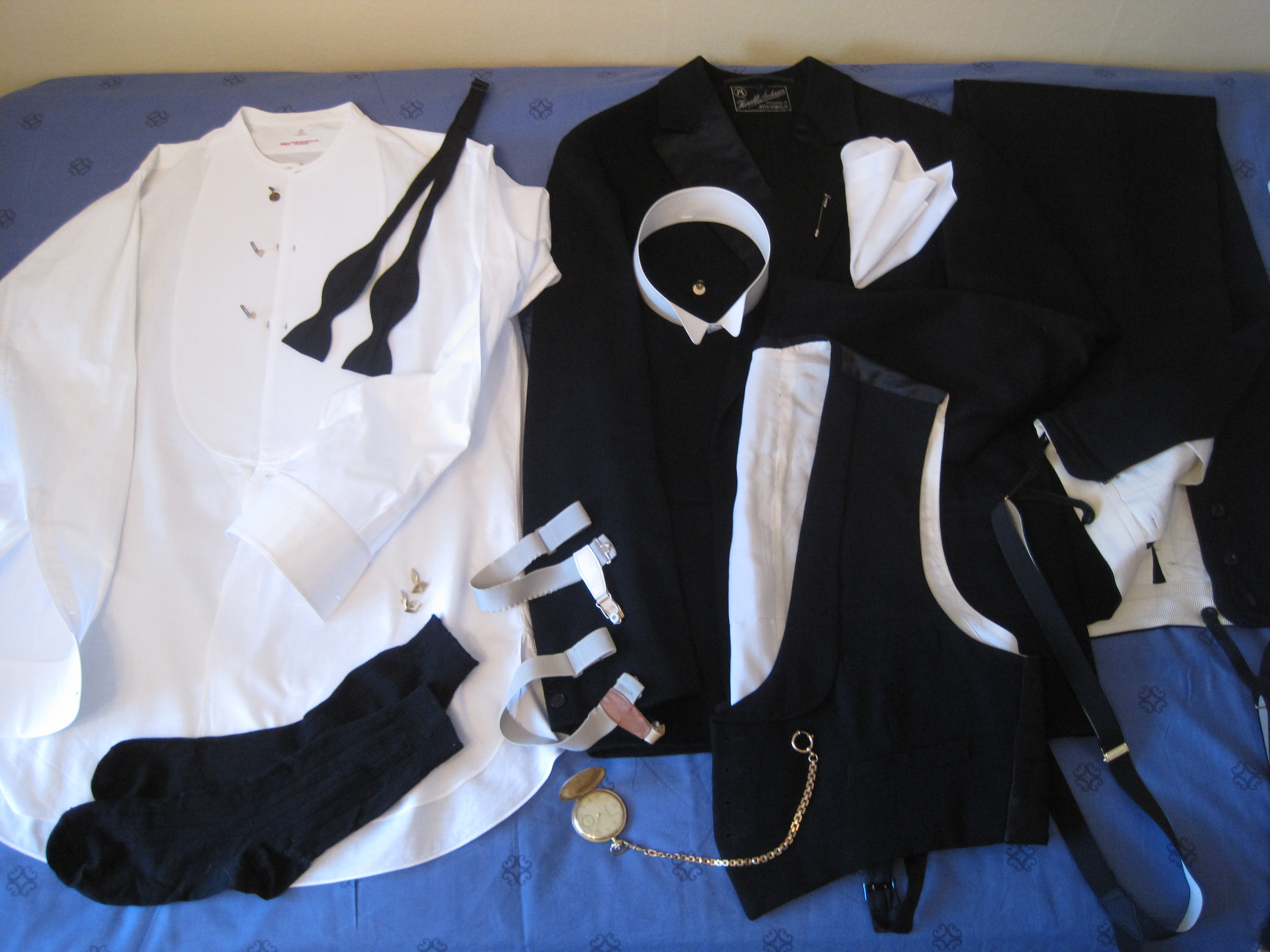
Elementos de um traje smoking
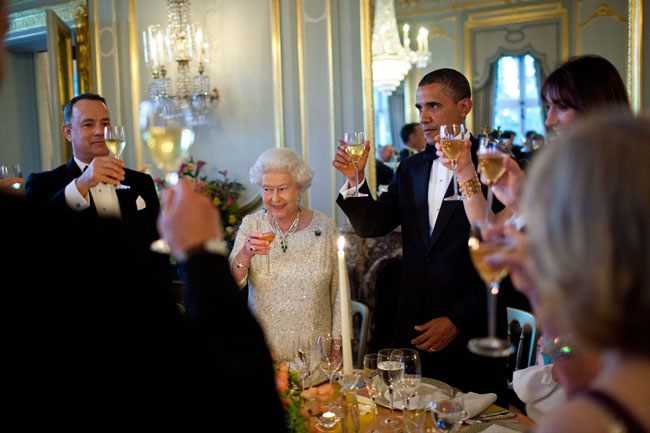
Obama de smoking e a Rainha Elizabeth num vestido de brocado num evento em Londres

### Traje white-tie

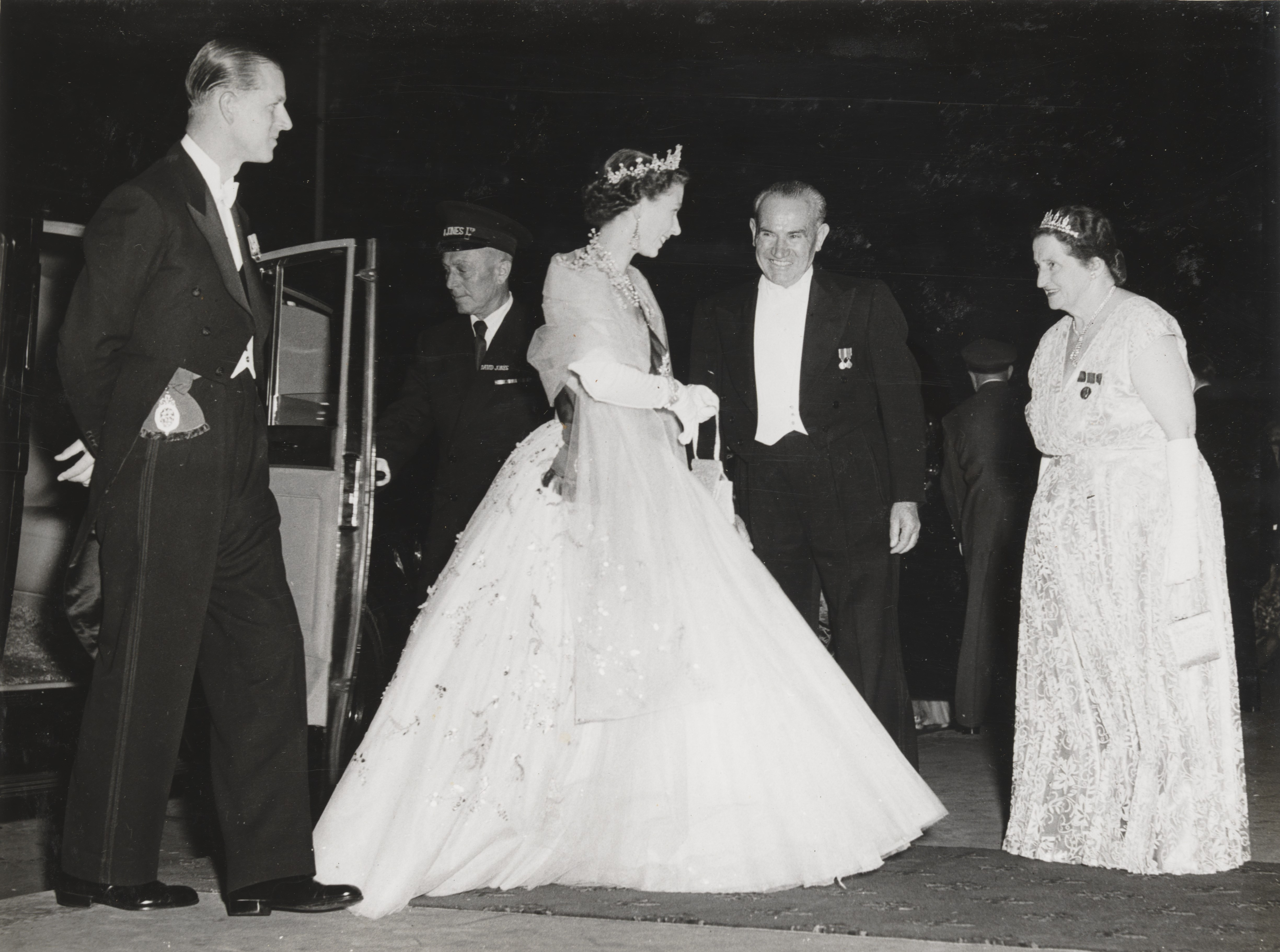
A Rainha Elizabeth com o marido num evento cujo código era white-tie: a gravata borboleta branca dos homens caracteriza este código de vestimento; luvas são exigidas para as mulheres

Apesar de raro - a revista Vogue chegou a escrever que "a gravata branca é uma espécie de anomalia hoje em dia" - esse é o "mais formal dos códigos". Os trajes exigidos não são muito diferentes do black-tie, mas devem ser ainda mais elaborados e as joias, mais vistosas. Homens usam gravata borboleta branca, de donde vem o nome do código, pois white significa branco.
A Vogue também enfatiza que este é o código de vestimento exigido nos Met Gala, mas que a última vez que um homem apareceu usando uma gravata branca, foi em 2014.
No caso dos homens, o traje pede um fraque preto, calça preta, que pode ter uma faixa de cetim na lateral, camisa branca com gola asa, colete branco e gravata borboleta branca. Mulheres devem usar vestido de gala completo, inclusive com luvas.

## Roupa de luto

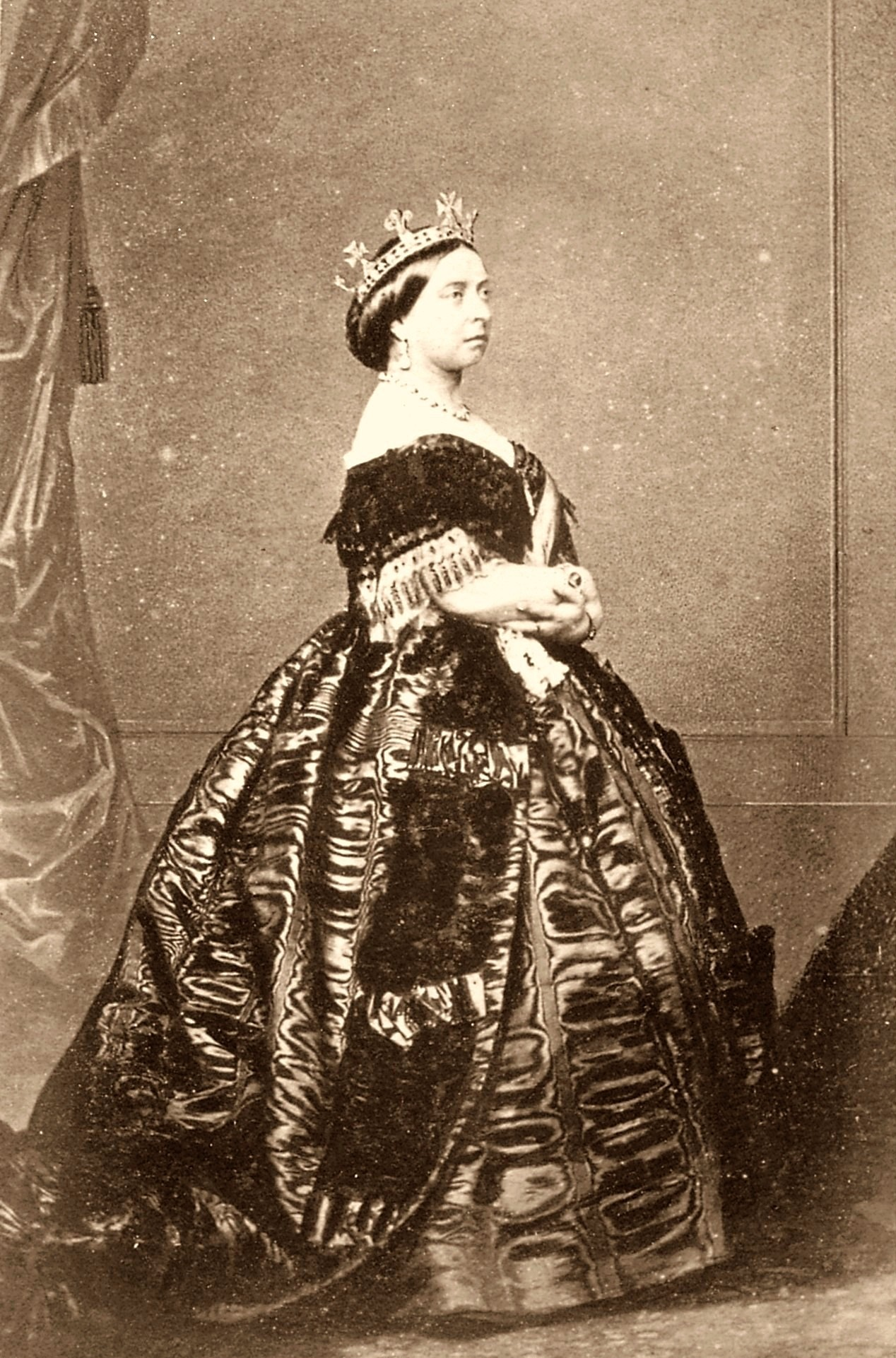
A Rainha Vitória do Reino Unido decretou o apogeu do preto como a cor da roupa de luto após a morte do marido

No Ocidente o código de vestimento para roupa de luto pede trajes discretos e na cor preta, que variam do semiformal ao formal. Roupas curtas e/ou muito decotadas ficam proibidas de modo geral. Quanto mais importante for a pessoa falecida, tanto mais formal é o código de vestimento sendo o funeral da Rainha Elizabeth um grande exemplo de um código de vestimenta seguido à risca, com os homens usando uniformes militares, fraques ou ternos pretos e as mulheres, vestidos, saias e blusas pretas sóbrias e chapéus também pretos.
Já o código de vestimento para as roupas de meio-luto é menos exigente, sendo apenas pedido que sejam roupas de cores sóbrias, como azul escuro, marrom, cinza ou branco, e de modelos discretos - nem muito curtos e nem muito decotados - devendo os acessórios serem também sóbrios.

## Uniformes
Uniformes são um código de vestimenta privado, usado em diversos locais, como em empresas, escolas, hospitais, nas Forças Armadas e até igrejas.

Uniformes podem variar de informal (uniforme da empresa Mac Donalds exige o uso de camisetas e boné) a semiformal e formal (empresas aéreas, por exemplo, exigem ternos e tailleurs).

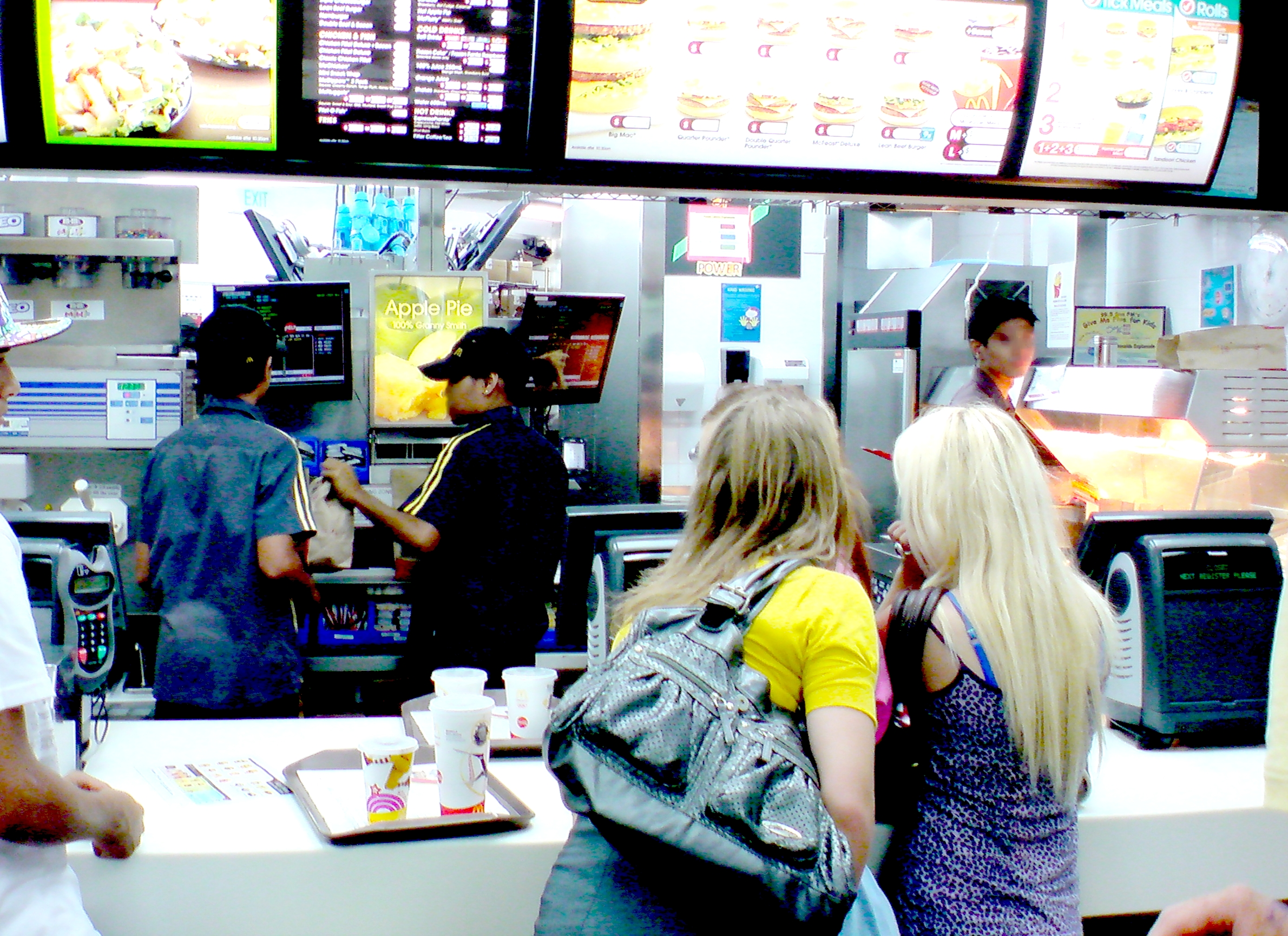
Funcionários do McDonald's usam informais informais, incluindo boné
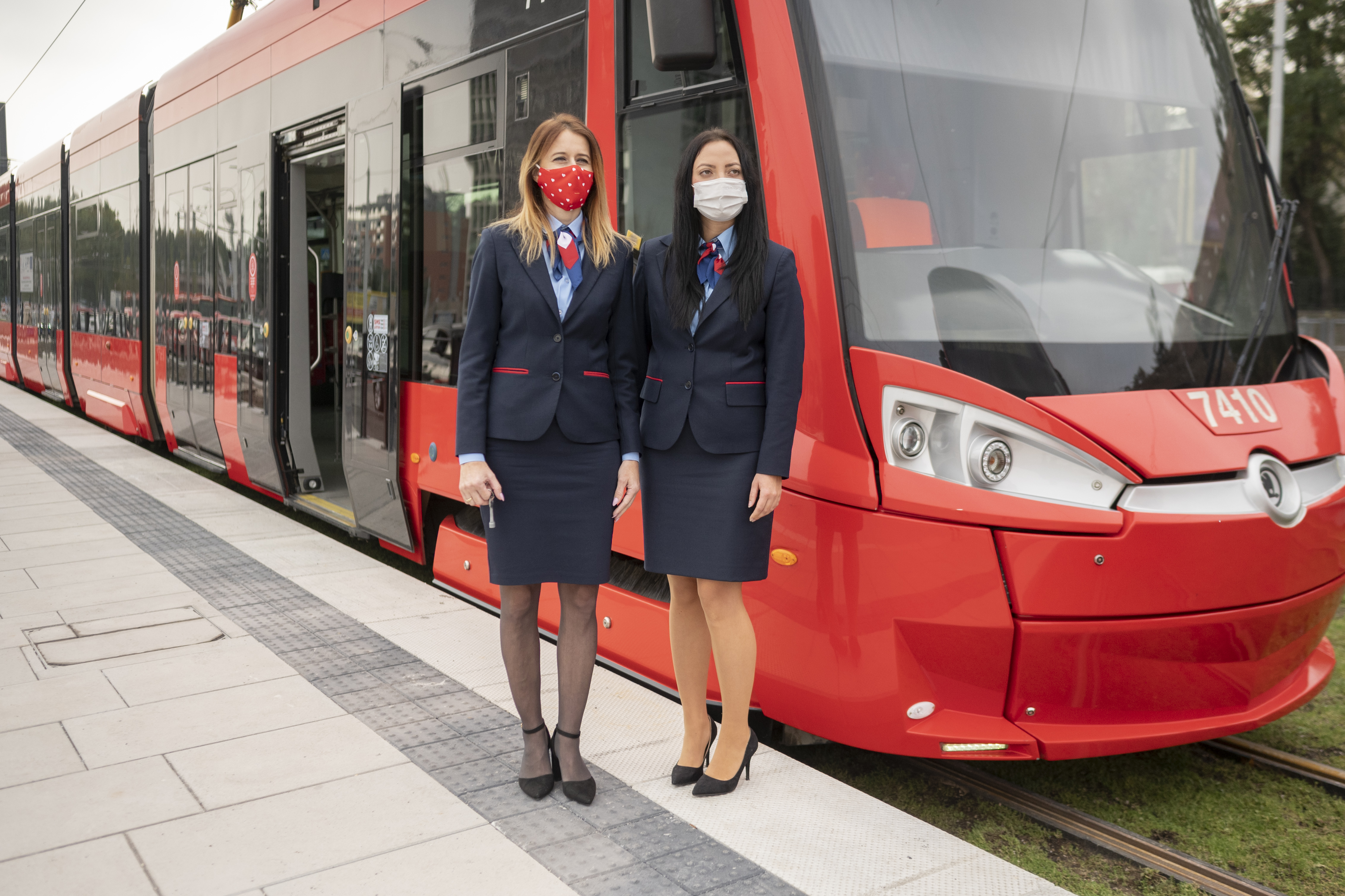
Algumas empresas exigem o uso de roupas semiformais ou formais, como tailleurs e ternos, no local de trabalho

### Uniforme militar
O uniforme militar é um tipo de roupa semiformal ou formal usada em eventos diversos. Os príncipes William e Harry, por exemplo, usaram seus uniformes militares formais em seus casamentos. 

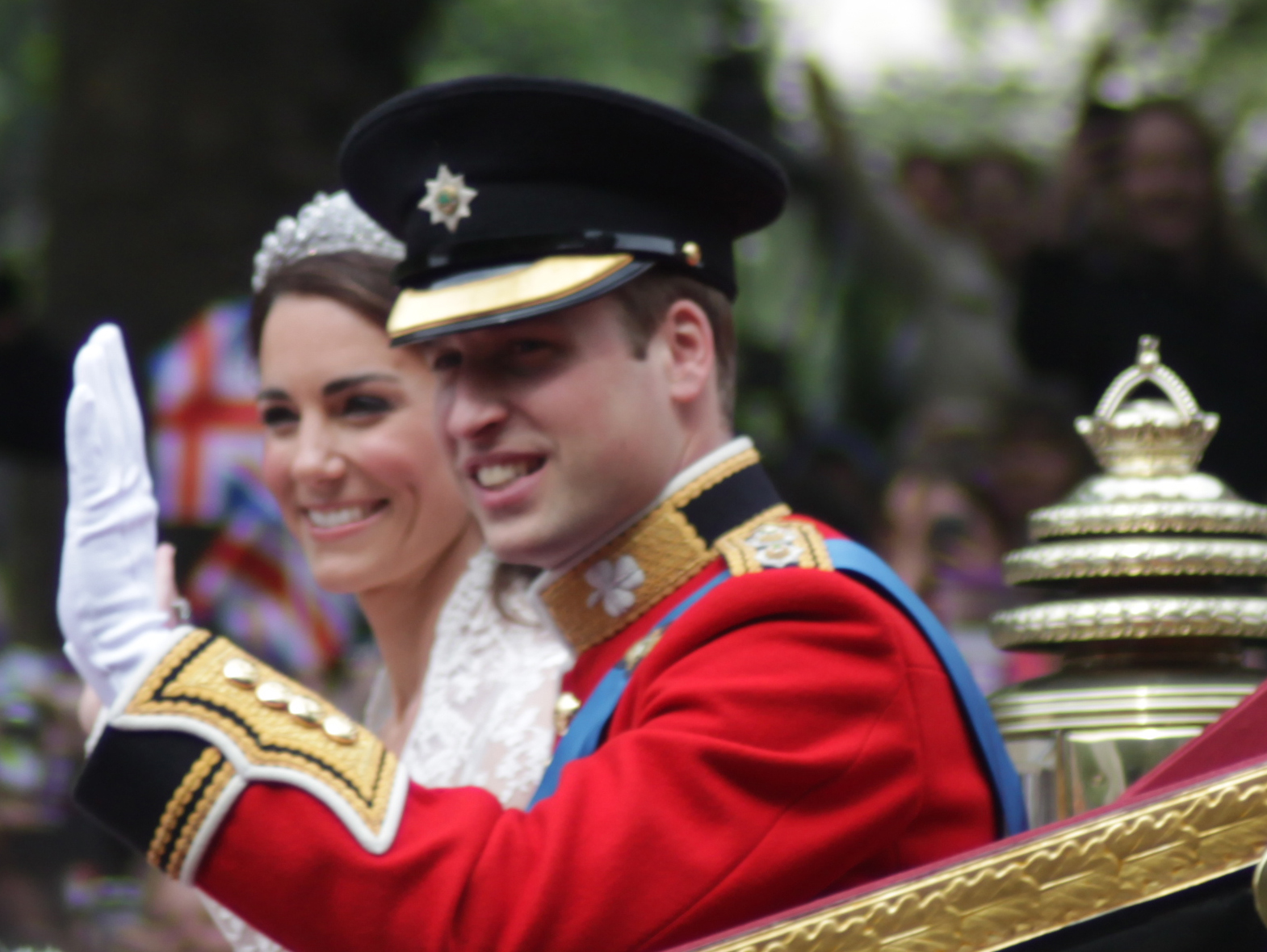
O Príncipe William usou o uniforme militar de gala em seu casamento

## Roupa de trabalho
De forma geral a roupa de trabalho, se não houver uniforme, deve ser semiformal ou formal. Segundo a especialista em desenvolvimento e imagem pessoal Alessandra Esteves no portal O Liberal, roupas informais, como camisetas, regatas, bermudas e sandálias de dedo ficam proibidas. Também não são indicadas roupas curtas ou muito decotadas, como blusas de alcinha. Segundo ela, uma roupa informal no local de trabalho "não transmite uma boa imagem".

## Leia também
- Roupa formal
- Traje coquetel